# Marcyporęba
Marcyporęba – wieś w Polsce, położona w województwie małopolskim, w powiecie wadowickim, w gminie Brzeźnica.

## Położenie
Wieś leży na Pogórzu Wielickim. Do Marcyporęby należy przysiółek Bachorowice.
W latach 1954–1961 wieś należała i była siedzibą władz gromady Marcyporęba, po jej zniesieniu w gromadzie Brzeźnica. W latach 1975–1998 miejscowość administracyjnie należała do województwa bielskiego.

## Integralne części wsi
| Rodzaje    | Nazwy |
| ---------- | --- |
| części wsi | Bachorowice, Granice, Kamieniec, Machówka, Nowa Wieś, Podgórze, Podlesie, Podpole, Popielizna, Rzyki, Trawna Góra, Zabłocie, Zagórze |

## Historia
- Pierwsze udokumentowane wzmianki z 1335 r.
- Założona w XIII w. (ośrodek Radwanitów) na miejscu dawnego Grodziska. W XVI w. była własnością Palczowskich, a później Inwałdzkich, Owsieńskich, Dołębów, Radeckich, Rottermundtów i Czartoryskich z Kalwarii. W XIX w. należała do Gorczyńskich i Brandysów.

## Zabytki
Obiekt wpisany do rejestru zabytków nieruchomych województwa małopolskiego.
- Kościół pod wezwaniem św. Marcina.
Kościół zbudowany został w roku 1670. Jest to jeden z dwóch kościołów drewnianych w gminie Brzeźnica, znajdujących się na Szlaku Architektury Drewnianej. Kościół był kilkakrotnie modernizowany. W gruncie rzeczy wygląd kościoła uległ zmianie, ale z zachowaniem stylu w którym został zbudowany. W głównym ołtarzu znajduje się obraz Wniebowzięcia Matki Bożej z XVII w. Najcenniejszymi zabytkami kościoła są: gotycki krucyfiks z początku XV w., kamienna, renesansowa chrzcielnica z 1545 roku oraz późnobarokowe organy. Do czasów obecnych zachowały się także trzy haftowane ornaty z XVII w. i dwa ornaty z pasów polskich, a także pozłacana klasycystyczna monstrancja. Na dziedzińcu obok kościoła znajduje się klasycystyczna dzwonnica z 1831 roku, grobowiec rodziny Baumów – dziedziców sąsiedniej Kopytówki oraz figura Jezusa Miłosiernego. Marcyporębski kościół najbardziej znany jest z tego, że we wszystkich ołtarzach widnieją obrazy Maryi. Przy kościele działa parafia.

Inne
- Na dziedzińcu obok kościoła znajduje się klasycystyczna dzwonnica z 1831 r.,
- Kaplica murowana z kamiennym posągiem Chrystusa upadającego pod krzyżem z końca XVIII w.
- Posąg św. Józefa na słupie z 1613 r.
- Ruiny grodziska-warowni; brak jest jakichkolwiek informacji o dacie powstania warowni. Znajdują się one w przysiółku Podlesie, w północnej części Marcyporęby. Ślady odkryte przez archeologów świadczą, iż warownia istniała przed XIV w. Istnieją przypuszczenia, że została wybudowana przez któregoś z rycerzy – Radwanitów, rezydujących gdzieś w okolicy, jeszcze przed powstaniem Marcyporęby. Celem warowni było czuwanie nad jedną z odnóg szlaku, prowadzącego wzdłuż Soły i Wisły z Krakowa na Śląsk i do Bramy Morawskiej.
- Krzyż upamiętniający uchwalenie konstytucji 3 maja 1791. W roku 2001 na miejscu starego, już spróchniałego krzyża stanął nowy, o takich samych rozmiarach, z wyrytymi tymi samymi słowami.
- Kapliczka w Marcyporębie przy drodze do Brzeźnicy. Murowana, o kształcie kwadratu, w środku figurka Matki Bożej Królowej Wszechświata.
- Marcyporęba–Bachorowice kamienna kapliczka z figurka Matki Bożej, pochodząca prawdopodobnie z XIX w.

## Szlaki turystyczne
- Z Brzeźnicy przez Marcyporębę na Trawną Górę (421 m), Niedźwiedzią Górę (430 m), Draboż (435 m) – Przytkowice – Zebrzydowice – Kalwaria Zebrzydowska (szlak niebieski PTTK 22 km)
- Z Marcyporęby – zachodni szczyt Trawnej Góry(410 m) – Dolina Brodawki – Moczurka(440 m), dalej szlakiem żółtym wiodącym z Kalwarii Zebrzydowskiej do Wadowic (14 km)